# Viminol
Viminol ist ein peroral wirksames Analgetikum mit zentralem Angriffspunkt, in der Wirkungsstärke mit Codein vergleichbar. Es wird zur Behandlung akuter und chronischer Schmerzzustände angewandt. Die Verbindung gehört zur Wirkstoffgruppe der Opioide.

## Herstellung
Eine dreistufige Synthese von Viminol startet mit einer Friedel-Crafts-Acylierung von 1-(2-Chlorbenzyl)-1H-pyrrol mit Oxalylchlorid. Das resultierende Säurechlorid wird mittels Di(1-methylpropyl)amin in das entsprechende Säureamid überführt. Im letzten Schritt ergibt eine Reduktion mit Natrium-bis(2-methoxyethoxyethyl)aluminiumdihydrid die Zielverbindung.
Bei der Synthese fällt ein komplexes Gemisch der Diastereoisomeren an, das als Arzneistoff eingesetzt wird.

### Herstellung reiner Stereoisomerer
Die Herstellung der reinen Stereoisomeren besitzt keine praktische Bedeutung. Es erfordert den Einsatz der entsprechenden Stereoisomeren des Edukts Di(1-methylpropyl)amin im zweiten Syntheseschritt und eine Enantiomerentrennung der sekundären Alkoholstruktur nach dem dritten Schritt.

## Stereochemie
Die Struktur von Viminol zeigt drei chirale Zentren, so dass eine Reihe von Stereoisomeren existieren. Die Stereoisomeren wurden gezielt hergestellt und hinsichtlich ihren pharmakologischen Eigenschaften charakterisiert. Hier zeigte das R2–Isomer eine besonders hohe Wirksamkeit mit einer Effektivdosis ED50 von 0,9 mg·kg−1 gegenüber von etwa 20 mg·kg−1 für die anderen Stereoisomeren.
| Stereoisomere von Viminol |               |    |    |
|                           |               |    |    |
|                           | Stereozentrum |    |    |
| Isomer                    | 1             | 2  | 3  |
| R1                        | R             | R  | R  |
| R2                        | R             | R  | S  |
| S1                        | S             | S  | R  |
| S2                        | S             | S  | S  |
| meso                      | RS            | RS | RS |

## Anwendungsgebiete und Wirkungen
Viminol ist angezeigt zur Behandlung verschiedener (osteoarthritische, neuropathische, viszerale, vaskuläre, neoplastische) Schmerzen; auch Kopfschmerzen, Zahnschmerzen, postoperative Schmerzen.
Als unerwünschte Wirkung kann Viminol in einigen Fällen eine leicht sedierende Wirkung  mit Schwindel und Benommenheit zeigen. Gelegentlich treten Völlegefühl oder Übelkeit auf. Die längere Einnahme hoher Dosen kann zu Abhängigkeit, Toleranz und Entzugssyndrom führen.
Das 1974 in Italien unter dem Namen Dividol und 1978 in der BRD als Lenigesial von der Zambon Gruppe eingeführte Präparat enthält bzw. enthielt den Wirkstoff als Viminol(4-hydroxybenzoat).